# بوزگدیک (چلیخان)
بوزگدیک (به ترکی استانبولی: Bozgedik) یک منطقهٔ مسکونی در ترکیه است که در چلیخان واقع شده‌است.